# Valery Mukasa Mwanabute
Valery Mukasa Mwanabute est un homme politique de la République démocratique du Congo, Le 26 août 2019, il est nommé vice-ministre de la Coopération internationale et régionale au sein du gouvernement Ilunga sur l'ordonnance présidentiel,.

## Biographie
Valéry Mukasa Mwanabute, il était directeur de cabinet du ministre des Mines en 2014